# Phrynopus bracki
Phrynopus bracki är en groddjursart som beskrevs av Hedges 1990. Phrynopus bracki ingår i släktet Phrynopus och familjen Strabomantidae. IUCN kategoriserar arten globalt som starkt hotad. Inga underarter finns listade i Catalogue of Life.